# Necrosi tubulare acuta
La  necrosi tubulare acuta  è la condizione patologica più comunemente responsabile di insufficienza renale acuta. Essa è caratterizzata da una rapida soppressione della funzione renale associata a distruzione delle cellule tubulari renali.

## Eziologia
La necrosi tubulare acuta (NTA) è una lesione reversibile dei tubuli che riconosce diverse possibili cause.
- NTA ischemica (da improvvisa e persistente riduzione dell'apporto di sangue ai reni, come nello shock)
- NTA tossica
  - da tossici esogeni
    - farmaci (antibiotici come gli aminoglicosidi, immunosoppressori come ciclosporina e tacrolimus, chemioterapici come cisplatino e methotrexate)
    - mezzi di contrasto radiologici
    - solventi organici (tetracloruro di carbonio, glicole etilenico)
    - metalli pesanti (piombo, mercurio, cadmio)

  - da tossici endogeni (mioglobina come nella sindrome da schiacciamento, catene leggere delle immunoglobuline come nel mieloma multiplo, emoglobina nelle gravi anemie emolitiche)

## Aspetti clinici
Il decorso della necrosi tubulare acuta, nei casi favorevoli, può essere schematicamente suddiviso in tre fasi:
1. Fase iniziale (prime 36 ore): caratterizzata da una moderata riduzione della diuresi e da aumento dell'azotemia. Entrambi gli eventi sono riconducibili alla riduzione del flusso ematico renale.
2. Fase di stato o di mantenimento: si distingue per un'ulteriore diminuzione della diuresi fino all'oliguria, accompagnata da ritenzione di acqua e sodio, incremento della creatinina, dell'urea e del potassio nel plasma, acidosi metabolica ed altre manifestazioni dell'insufficienza renale acuta.
3. Fase di guarigione: inizia generalmente con un rapido incremento nel volume urinario (poliuria). Poiché i tubuli sono ancora danneggiati, i normali processi di riassorbimento tubulare sono molto ridotti, determinando la perdita di notevoli quantità di acqua, sodio e potassio; a questo fenomeno fa riscontro la riduzione dei livelli di potassio nel sangue (ipokaliemia). Al contempo, gli indici di funzione renale (creatininemia e azotemia) ritornano gradualmente ai valori normali.

## Prognosi
Nella maggior parte dei casi la prognosi è buona, con normalizzazione della funzione renale entro poche settimane; in particolare, nelle forme a genesi tossica la guarigione completa è molto frequente (95% dei casi). Fanno eccezione le forme di NTA conseguenti a sepsi o ustioni estese, che sono caratterizzate da elevata mortalità (circa 50%).

## Terapia
La terapia della NTA si identifica sostanzialmente con la terapia dell'insufficienza renale acuta. Pertanto, in base alla gravità del quadro clinico, può essere necessaria:
- terapia conservativa: correzione delle alterazioni biochimiche e metaboliche (acidosi, iperpotassiemia), prevenzione delle complicanze infettive;
- terapia sostitutiva, rappresentata dall'emodialisi. Quest'ultima è necessaria in caso di acidosi metabolica importante, di iperpotassiemia grave (superiore a 7 mEq/L), di iperidratazione associata a marcata oliguria o anuria (per scongiurare il rischio di edema polmonare acuto).

La terapia sostitutiva deve essere proseguita fino ad ottenere una riduzione stabile della creatinina, indice affidabile di ripresa della funzione renale.